# Sand in Taufers
Sand in Taufers (wł. Campo Tures) – miejscowość i gmina we Włoszech, w regionie Trydent-Górna Adyga, w prowincji Bolzano.
Liczba mieszkańców gminy wynosiła 5230 (dane z roku 2009). Język niemiecki jest językiem ojczystym dla 96,72%, włoski dla 2,94%, a ladyński dla 0,33% mieszkańców (2001).